# ヴィットリヒ
ヴィットリヒ (独: Wittlich)はドイツ連邦共和国 ラインラント＝プファルツ州ベルンカステル＝ヴィットリヒ郡にある市で、同郡の郡庁所在地である。

## 姉妹都市
- - ボクステル (Boxtel)（オランダ）
- - ブリュノワ (Brunoy)（フランス、1979年）
- - ウェリングボロー (Wellingborough)（イギリス、1993年）
- - ツォッセン (Zossen)（ブランデンブルク州、1990年）